# 阿特伦堡
阿特伦堡是德国下萨克森州的一个市镇。总面积11.85平方公里，总人口1636人，其中男性826人，女性810人（2011年12月31日），人口密度138人/平方公里。